# HIP 5158 c
HIP 5158 c – jeden z dwóch obiektów orbitujących wokół gwiazdy HIP 5158 w gwiazdozbiorze Wieloryba. Został odkryty w 2009 roku metodą, która polega na mierzeniu zmienności prędkości radialnych, choć nie udało się wówczas określić jego orbity. Potwierdzenie istnienia obiektu nastąpiło w 2011 roku.
Obiekt ten jest około 15 razy masywniejszy od Jowisza. Okrąża swoją gwiazdę macierzystą w odległości około 7,7 jednostek astronomicznych w czasie około 25 lat. Ze względu na dużą niepewność co do masy tego obiektu, nie wiadomo czy jest to planeta, czy brązowy karzeł.